# Blastobotrys malaysiensis
Blastobotrys malaysiensis är en svampart som beskrevs av Kurtzman 2007. Blastobotrys malaysiensis ingår i släktet Blastobotrys och familjen Trichomonascaceae.   Inga underarter finns listade i Catalogue of Life.